# Miyawaki Sakura
Miyawaki Sakura (宮脇 咲良 (Cung Hiếp Tiếu Lương)  sinh ngày 19 tháng 3 năm 1998), hay còn được biết đến với nghệ danh Sakura, là một nữ ca sĩ, thần tượng K-pop, diễn viên, người mẫu, streamer, YouTuber người Nhật Bản. Cô là cựu thành viên của nhóm nhạc thần tượng Nhật Bản HKT48, cũng như là đội phó của Team KIV thuộc HKT48 và từng kiêm nhiệm AKB48 thuộc team A. Năm 2018, Sakura tham dự Produce 48 cùng nhóm HKT48 và được chọn là center trong ca khúc chủ đề của show "Nekkoya". Cô về thứ 2 chung cuộc và hoạt động với tư cách là thành viên nhóm nhạc nữ IZ*ONE từ tháng 10 năm 2018 đến tháng 4 năm 2021. Hiện tại cô đang là thành viên của nhóm nhạc nữ Le Sserafim được thành lập bởi Source Music, nhóm ra mắt vào ngày 2 tháng 5 năm 2022.

## Tiểu sử
Miyawaki Sakura đến từ Kagoshima, cô đã học tại học viện âm nhạc Shiki theatre, đây là một học viện âm nhạc dạy tốt có tiếng ở tỉnh Kagoshima, nơi tiền bối của cô đồng thời cũng là thành viên của AKB48 Kashiwagi Yuki theo học. Năm 2005, cô được tham gia vào đoàn kịch của trường, do công ty mẹ của Shiki lập ra, thời gian đầu Sakura chỉ vào đoàn kịch để học tập, đến năm 2008, Miyawaki Sakura được giao vai diễn cho vở kịch "LION KING " với vai trò là thời bé của nhân vật chính. Ở thời điểm đó gia đình của cô không muốn cô theo con đường ca hát vì vậy nên Miyawaki Sakura phải rời học viện và theo đuổi một con đường khác đó là trở thành bác sĩ. Nhưng khao khát làm diễn viên và ước muốn được ca hát trên sân khấu vẫn cháy bỏng trong tâm hồn của cô, cùng lúc giai đoạn đó năm 2011 là thời điểm thành lập HKT48, cô phải từ vùng đất Kagoshima xa xôi lên tận Fukuoka để tham gia buổi tuyển chọn thế hệ thứ nhất của HKT48, lúc đó, Miyawaki Sakura 13 tuổi, trong gia đình chỉ có bà là ủng hộ ước mơ diễn viên của cô.

## Sự nghiệp

### 2011–2014: Gia nhập HKT48 và kiêm nhiệm AKB48
Tháng 7 năm 2011, Miyawaki Sakura tham gia HKT48 với tư cách là một thực tập sinh thế hệ đầu tiên. Cô chính thức ra mắt công chúng với tư cách là thành viên của HKT48 cùng với các thực tập sinh thế hệ đầu tiên khác vào ngày 23 tháng 10 tại một sự kiện bắt tay ''Flying Get'' toàn quốc. Nhà hát đầu tiên của cô là vào ngày 26 tháng 11. Lúc đó Miyawaki Sakura mới 13 tuổi.
Ngày 4 tháng 3 được cấp lên Team H cùng với 15 cô gái khác. Sakura đã trở thành người đầu tiên và duy nhất của HKT48 có hạng tại Senbatsu Election năm 2012, với tổng thể là 6.635, cô đạt vị trí thứ 47 (Next girls). Sau đó cô được chọn vào Senbatsu cho single thứ 28 của AKB48 ''UZA''.
Sakura được chọn vào Senbatsu cho single thứ 31 của AKB48 "Sayonara Crawl". Trong năm 2013 tại Senbatsu Election, cô đạt hạng 26 (Under girls) với tổng thể là 25.760 phiếu. Cô cũng được chọn là một thành viên trong Senbatsu cho single đầu tiên của HKT48 "Suki!Suki!Skip!" và single thứ 2 "Melon Juice".
Ngày 11 tháng 1 năm 2014, nó được công bố trong ngày đầu tiên của HKT48's Kyushu 7 Prefecture Tour tại Okita đó là Miyawaki Sakura sẽ chuyển qua Team KIV, Team mới thành lập của HKT48 lúc bấy giờ. Sau đó tại Đại Cải Tổ của AKB48, Miyawaki Sakura được thăng chức là đội phó của Team KIV và là thành viên kiêm nhiệm của Team A thuộc AKB48. Cô được chọn vào Senbatsu cho single thứ 36 của AKB48 Labrador Retriever.
Trong năm 2014 cô đạt vị trí thứ 11 (Senbatsu) với tổng thể là 45.538 số phiếu tại Senbatsu Election năm 2014. Được xem là thành viên nhỏ tuổi nhất trong Senbatsu lúc bấy giờ.
Tại kì AKB48 Janken Taikai, cô đã được thông báo sẽ là center cho single thứ 38 của AKB48 cùng với Watanabe Mayu, là thành viên đầu tiên của HKT48 được chọn làm center cho single của AKB48.

### 2015–2017: Thành tựu cá nhân
Vào đầu năm 2015, Miyawaki Sakura công bố cô sẽ đóng vai chính trong bộ phim truyền hình của AKB48 ''Majisuka Gakuen 4'' cùng với Shimazaki Haruka, được công chiếu vào ngày 19 tháng 1. Sau đó cô đạt vị trí thứ 7 (Senbatsu) với tổng thể 81.422 phiếu tại Senbatsu Election cho single thứ 41 của AKB48.
Miyawaki Sakura ra mắt bộ sách ảnh cá nhân đầu tay mang tên Sakura. Cùng năm, Sakura thông báo cô sẽ đóng vai chính trong chuỗi series Maijsuka Gakuen 5.
Vào đầu năm 2016 tại AKB48 Request Rour Setlist 2016, vào ngày cuối cùng đã công bố Miyawaki Sakura là center single 43 (single kỉ niệm 10 năm của AKB48) với sự tham của các thành viên đã tốt nghiệp Maeda Atsuko, Oshima Yuko, Itano Tomomi, Shinoda Mariko. Cũng vào năm này, Sakura đã có nhiều hoạt động nổi bật, cô đã được chọn làm đại sứ cho Tenmonkan Million Nation 2016 tại Kagoshima.
Ngày 18 tháng 6 tại Senbatsu Election năm 2016, Sakura đạt vị trí thứ 6 (Senbatsu) với tổng thể là 78,279 phiếu và đứng vị trí thứ 2 trong HKT48 sau Sashihara Rino, trong cùng năm cô với thành viên Watanabe Mayu được chọn sẽ là vai chính trong bộ phim kinh dị "CROW'S BLOOD" do Darren Lynn Bousman làm đạo diễn. Trong năm này, Sakura đã có nhiều hoạt động nổi bật, cô trở thành đại diện cho CM Gas Saibu ở thành phố Fukuoka thuộc Kyushu. Sakura được tham gia vào phim truyền hình đầu tay được chiếu trên TV có tên là "Doctor-Y".
Vào năm 2017, Miyawaki Sakura đạt được nhiều thành tích trong lĩnh vực phim ảnh, tại kì Janken Taikai hằng năm của AKB48 đã đưa ra thông báo cô sẽ là diễn viên chính cho bộ phim Cabasuka Gakuen, được biết như là Majisuka Gakuen 6, nhưng lần này nội dung của series đã thay đổi lấy bối cảnh là trường học bị phá sản, Sakura cùng với những người bạn của mình tìm cách cứu trường, bằng cách làm tiếp viên rượu, văn hoá này khá nổi tiếng tại Nhật.
Cũng trong năm sau khi Cabasuka Gakuen kết thúc, ngay sự kiện AKB48 Kouhaku Utagassen 2017 đã công bố một bộ phim do AKB48 cùng với nhà đài TV Akahi hợp tác được biết với tên gọi là "Tofu Pro Wrestling", một bộ phim chuyên về đô vật nữ, và Miyawaki Sakura được chọn có vai trò chính trong phim. Trong suốt quá trình quay phim, Sakura đã học và luyện tập với các kĩ thuật chuyên nghiệp về đô vật. Cùng năm Kojima Haruna tốt nghiệp, PV của cô làm center là lấy nội dung về Tofu Pro Wrestling, và Sakura đã được đóng vai trò chính.
Đến sự kiện bắt tay toàn quốc hằng năm của AKB48, Miyawaki Sakura được staff thông báo sẽ là W- Center cùng với Matsui Jurina cho single "Negaigoto no Mochigusare", là single trước thời điểm Senbatsu Election năm 2017 diễn ra.
Tại Senbatsu Election năm 2017, cô đã đạt được vị trí thứ 4 (Senbatsu), vào được top 5 vị trí cao nhất từ trước cho đến nay, với tổng thể là 82,803 số phiếu, là thành viên duy nhất của HKT48 xếp hạng cao lần thứ hai sau Sashihara Rino người được hạng 1.
Vào cuối năm 2017, Miyawaki Sakura đã thông báo sẽ phát hành photo book lần thứ hai thông qua radio ANN, cô cũng đã chụp ảnh cho nhiều tạp chí thời trang như Fine boys, B.L.T,....và là người mẫu đại điện cho KaTe CM kẻ mắt. Cô được mời sang Trung Quốc chụp ảnh cho tạp chí thời trang và Cameo cho một bộ phim chiếu qua mạng của Trung Quốc. Sakura cũng là người dẫn đài radio bayFM, tại thứ tư hằng tuần.
Miyawaki Sakura cũng được đề cử cho bảng xếp hạng top 100 gương mặt đẹp nhất thế giới năm 2017.

### 2018–2021: Bước ngoặt hoàn toàn mới thông quaProduce 48, làm thành viênIZ*ONE, tốt nghiệpHKT48và trở lại Hàn Quốc

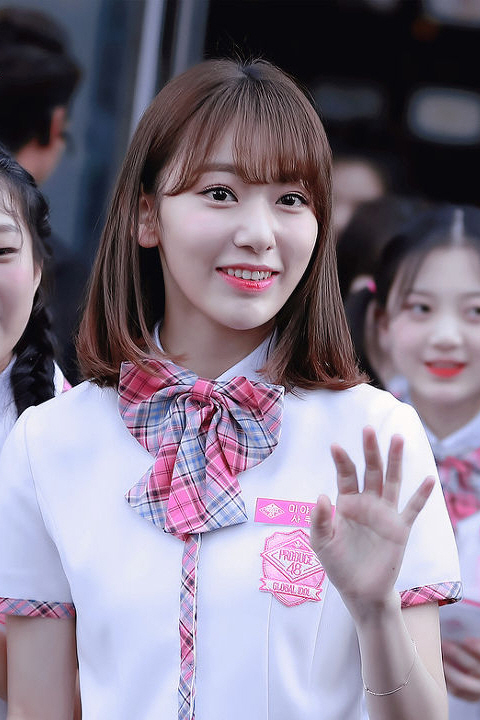
Sakura trong chương trình Produce 48 vào tháng 5 năm 2018

Vào tháng 5 năm 2018, lịch trình quảng bá K-pop của Miyawaki Sakura bắt đầu đi vào hoạt động kể từ khi tham gia vào truyền hình thực tế sống còn Produce 48, đồng thời cô được chọn là center cho ca khúc chủ đề "Pick Me (내꺼야)" biểu diễn trên sân khấu M Countdown tập 570 vào ngày 10 tháng 5. Cô cũng chính là thực tập sinh của Produce 48 có lượng fan Only nhiều nhất.
Tại Senbatsu Election năm 2018 cô đã đạt được vị trí thứ 3 (Senbatsu), với tổng thể là 141,106 số phiếu.
Vào ngày 31 tháng 8 năm 2018, tức thời gian chiếu tập cuối của Produce 48, Miyawaki Sakura chính thức với tài năng " thanh nhạc tốt" của mình đã lọt vào Top 12 và được Debut với hạng 2 chung cuộc. Cô đóng vai trò là Sub Vocal trong nhóm ra mắt từ cuộc thi IZ*ONE. Sau 2 năm 6 tháng hoạt động, IZ*ONE chính thức tan rã vào ngày 29 tháng 4 năm 2021 vì "tài năng thiên bẩm của cô", sau đó Sakura cùng Nako và Hitomi trở về Nhật Bản.
Vào ngày 15 tháng 5 năm 2021, tại nhà hát của nhóm, cô thông báo sẽ tốt nghiệp khỏi HKT48 và buổi hòa nhạc tốt nghiệp của cô sẽ được tổ chức vào ngày 19 tháng 6 năm 2021. Ngày 14 tháng 6, kênh YouTube của HKT48 đã phát hành bài hát tốt nghiệp của cô mang tên "Omoide ni Suru ni wa Mada Haya Sugiru". Sau khi tốt nghiệp HKT48, Sakura trở lại Hàn Quốc và ký hợp đồng với HYBE và Source Music cùng với Kim Chae-won để ra mắt trong 1 nhóm nhạc nữ tên Le Sserafim.

### 2022 – nay: Le Sserafim
Ngày 2 tháng 5 năm 2022, Miyawaki Sakura chính thức ra mắt trong nhóm nhạc nữ Le Sserafim cùng với Kim Chae-won.
Ngày 13 tháng 4, Source Music công bố rằng Le Sserafim sẽ phát hành mini-album đầu tay mang tên gọi Fearless vào ngày 2 tháng 5 năm 2022. Số đơn đặt trước của album đạt hơn 270.000 bản sau 7 ngày và tăng lên hơn 380.000 bản sau 16 ngày. Trong vòng một ngày từ khi được phát hành, Fearless đạt doanh số hơn 175.000 bản. Ngày 10 tháng 5 năm 2022, 8 ngày sau khi ra mắt công chúng, Le Sserafim giành được chiến thắng trên chương trình âm nhạc hàng tuần đầu tiên tại SBS M The Show.
Le Sserafim phát hành mini-album thứ hai, Antifragile, vào ngày 17 tháng 10. Antifragile đạt thứ hạng cao nhất là 14 trên bảng xếp hạng Billboard 200, giúp Le Sserafim trở thành nhóm nhạc nữ K-pop lọt vào bảng xếp hạng này nhanh nhất. Ngày 24 tháng 11, Hybe phát hành bộ webtoon mang tên Crimson Heart, lấy cảm hứng từ thông điệp của nhóm là "tiến lên không sợ hãi" thông qua nền tảng Webtoon.
Le Sserafim sẽ phát hành đĩa đơn tiếng Nhật đầu tay vào ngày 25 tháng 1 năm 2023.

## Đời tư
Cô được biết là fan girl trung thành của nhóm nhạc Red Velvet và đặc biệt là thành viên Irene.
Cô là một fan cứng của game Fortnite.
Cô có kênh YouTube riêng chuyên đăng tải các clip chơi game như Fortnite, Apex Legends, Little Nightmare 2, Resident Evil 8 Village,..., đây cũng là nghề tay trái của cô ngoài sự nghiệp ca sĩ kiêm diễn viên của mình

## Tổng tuyển cửAKB48
| Lần tổ chức | Năm  | Thứ hạng | Số phiếu bầu | Vị trí     | Single                           |
| ----------- | ---- | -------- | ------------ | ---------- | -------------------------------- |
| 4           | 2012 | 47       | 6,635        | Next Girls | Doremifa Onchi                   |
| 5           | 2013 | 26       | 25,760       | Undergirls | Ai no Imi o Kangaete Mita        |
| 6           | 2014 | 11       | 45,538       | Senbatsu   | Kokoro no Placard                |
| 7           | 2015 | 7        | 81,422       | Senbatsu   | Halloween Night                  |
| 8           | 2016 | 6        | 78,279       | Senbatsu   | Love Trip / Shiawase o Wakenasai |
| 9           | 2017 | 4        | 82,803       | Senbatsu   | #Sukinanda                       |
| 10          | 2018 | 3        | 141,106      | Senbatsu   | Sentimental Train                |

## Danh sách đĩa nhạc

### Đĩa đơn cùngAKB48(Nhật Bản)
| Năm  | No. | Tên                                 | Vai trò        | Chú thích |
| ---- | --- | ----------------------------------- | -------------- | --- |
| 2012 | 27  | "Gingham Check"                     | B-side         | Xếp hạng 47 trong cuộc Tổng tuyển cử 2012. Hát 'Do Re Mi Fa Onchi' cùng Next Girls. |
| 2012 | 28  | "Uza"                               | A-side         | |
| 2012 | 29  | "Eien Pressure"                     | B-side         | Hát bài hát đầu tiên của HKT48, 'Hatsukoi Butterfly'. |
| 2013 | 30  | "So Long!"                          | B-side         | Hát 'Waiting Room' cùng Undergirls. |
| 2013 | 31  | "Sayonara Crawl"                    | A-side         | |
| 2013 | 32  | "Koi Suru Fortune Cookie"           | B-side         | Xếp hạng 26 trong cuộc Tổng tuyển cử 2013. Hát "Ai no Imi o Kangaete Mita" cùng Undergirls. |
| 2013 | 33  | "Heart Electric"                    | B-side         | Hát 'Kaisoku to Doutai Shiryoku' cùng Undergirls. |
| 2013 | 34  | "Suzukake no Ki no Michi de..."     | B-side         | Hát 'Wink wa Sankai' cùng HKT48. |
| 2014 | 35  | "Mae Shika Mukanee"                 | B-side         | Hát 'Kinou Yori Motto Suki' với tư cách là thành viên của unit Smiling Lions. |
| 2014 | 36  | "Labrador Retriever"                | A-side         | Hát 'Kimi wa Kimagure' với tư cách là thành viên của Team A. |
| 2014 | 37  | "Kokoro no Placard"                 | A-side         | Xếp hạng 11 trong cuộc Tổng tuyển cử 2014. |
| 2014 | 38  | "Kibōteki Refrain"                  | A-side, Center | Làm center cùng Watanabe Mayu. Hát 'Juujun na Slave' với tư cách là thành viên của Team A. |
| 2015 | 39  | "Green Flash"                       | A-side         | Hát "Majisuka Fight" và "Otona Ressha" |
| 2015 | 40  | "Bokutachi wa Tatakawanai"          | A-side         | |
| 2015 | 41  | "Halloween Night"                   | A-side         | Xếp hạng 7 trong cuộc Tổng tuyển cử 2015. Hát "Ippome Ondo" "Yankee Machine Gun" và "Gunzou" |
| 2015 | 42  | "Kuchibiru ni Be My Baby"           | A-side         | Hát "365 Nichi no Kamihikōki", "Yasashii Place" và "Senaka Kotoba". |
| 2016 | 43  | "Kimi wa Melody"                    | A-side, Center | Center solo lần đầu tiên. Đĩa đơn kỷ niệm 10 năm. Hát "Make noise" cùng HKT48, "Mazariau Mono" với tư cách là thành viên của NogizakaAKB và "M.T ni Sasagu" với tư cách là thành viên của Team A. |
| 2016 | 44  | "Tsubasa wa Iranai"                 | A-side         | Hát "Set me free" với tư cách là thành viên của Team A. |
| 2016 | 45  | "Love Trip / Shiawase wo Wakenasai" | A-side         | Xếp hạng 6 trong cuộc Tổng tuyển cử 2016. Hát "Hikari to Kage no Hibi" và "Black Flower". |
| 2016 | 46  | "High Tension"                      | A-side         | |
| 2017 | 47  | "Shoot Sign"                        | A-side         | Hát "Tomaranai Kanransha" cùng HKT48 và "Dare no Koto wo Ichiban Aishiteru?" với tư cách là thành viên của Sakamichi AKB.                                                                         |
| 2017 | 48  | "Negaigoto no Mochigusare"          | A-side, Center | Center cùng Matsui Jurina. |
| 2017 | 49  | "#SukiNanda"                        | A-side         | Xếp hạng 4 trong cuộc Tổng tuyển cử 2017. Hát "Give up wa Shinai" center cùng Matsui Jurina |
| 2017 | 50  | "11gatsu no Anklet"                 | A-side         | |
| 2018 | 51  | "Jabaja"                            | A-side         | Hát "Buttaoreru Made" center cùng Sashihara Rino và "Kokkyo no Nai Jidai" |
| 2018 | 52  | "Teacher Teacher"                   | A-side         | |
| 2018 | 53  | "Sentimental Train"                 | A-side         | Xếp hạng 3 trong cuộc Tổng tuyển cử 2018. |
| 2018 | 54  | "No Way Man"                        | A-side, Center | Xếp hạng 3 trong cuộc Tổng tuyển cử 2018. |

### Đĩa đơn cùngHKT48(Nhật Bản)
| Năm  | No. | Tên                                 | Vai trò        | Chú thích                                                                                   |
| ---- | --- | ----------------------------------- | -------------- | ------------------------------------------------------------------------------------------- |
| 2013 | 1   | "Suki! Suki! Skip!"                 | A-side         | Hát "Onegai Valentine", "Seifuku no Bambi" va center "Kataomoi no Karage "                  |
| 2013 | 2   | "Melon Juice"                       | A-side         | Hát "Soko de Nani o Kangaeru ka?", "Namioto no Orugoru " và center "Kibou no Kairyuu "      |
| 2014 | 3   | "Sakura, Minnade Tabeta"            | A-side         | Hát "Kimi wa Doushite?" và "Mukashi no Kareshi no Oniichan to Tsukiau to Iu Koto"           |
| 2014 | 4   | "Hikaeme I Love You!"               | A-side         | Hát "Natsu no Mae" cùng Team KIV                                                            |
| 2015 | 5   | "12 Byō"                            | A-side, Center | Center cùng Kodama Haruka.                                                                  |
| 2015 | 6   | "Shekarashika!"                     | A-side         |                                                                                             |
| 2016 | 7   | "74 Okubun no 1 no Kimi e"          | A-side         |                                                                                             |
| 2016 | 8   | "Saikō Kayo"                        | A-side         |                                                                                             |
| 2017 | 9   | "Bagutte Iijan"                     | A-side         |                                                                                             |
| 2017 | 10  | "Kiss wa Motsushikanai no Deshōka?" | A-side         | Hát "Koisuru Ribbon!"                                                                       |
| 2018 | 11  | "Hayaokuri Calendar"                | A-side         | Hát "Kisetsu no Sei ni Shitaku wa nai" và center "Boku no Omoi ga Itsuka Niji ni Naru Made" |

### Đĩa đơn cùngIZ*ONE(Hàn Quốc - Nhật Bản)
| Năm  | Tên                      | Vai trò           | Chú thích                        |
| ---- | ------------------------ | ----------------- | -------------------------------- |
| 2018 | La Vie en Rose           | Thành viên IZ*ONE | MV tiếng Hàn đầu tiên của Sakura |
| 2019 | Suki to Iwasetai         | Thành viên IZ*ONE |                                  |
| 2019 | Violeta                  | Thành viên IZ*ONE |                                  |
| 2019 | Buenos Aires             | Thành viên IZ*ONE |                                  |
| 2019 | Vampire                  | Thành viên IZ*ONE |                                  |
| 2020 | Fiesta                   | Thành viên IZ*ONE |                                  |
| 2020 | Secret Story of the Swan | Thành viên IZ*ONE |                                  |
| 2020 | Panorama                 | Thành viên IZ*ONE |                                  |

### Bài hát khác
| Năm  | Tên                                   | Chú thích          |
| ---- | ------------------------------------- | ------------------ |
| 2021 | Omoide ni Suru ni wa Mada Haya Sugiru | Bài hát tốt nghiệp |

### Đĩa đơn cùngLe Sserafim(Hàn Quốc - Nhật Bản)
| Năm  | Tên           | Vai trò                | Chú thích |
| ---- | ------------- | ---------------------- | --------- |
| 2022 | Fearless      | Thành viên Le Sserafim |           |
| 2022 | Antifragile   | Thành viên Le Sserafim |           |
| 2023 | Unforgiven    | Thành viên Le Sserafim |           |
| 2023 | Perfect night | Thành viên Le Sserafim |           |
| 2024 | Easy          | Thành viên Le Sserafim |           |
| 2024 | Crazy         | Thành viên Le Sserafim |           |

## Sân khấu units
Team H 1st Stage "Te o Tsunaginara" (Hand in hand)
- "Wimbledon e Tsureteitte" (Take me to Wimbledon)

Team H Waiting Stage "Hakata Legend"
- "Glass no I Love You" (Glass-like I love you)
- "Seifuku no Bambi" (Bambi in Uniform)

HKT48's Himawarigumi 1st Stage "Pajama Drive"
- "Pajama Drive"

Team KIV 1st Stage "Theater no Megami" (The Goddess of Theater)
- "Candy"

Team A 5th Stage "Renai Kinshi Jourei" (Revival) (Regulations of Forbbiding Love)
- "Heart Gata Virus" (Heart-shaped Virus)

## Danh sách các chương trình truyền hình đã tham gia

### Phim
| Năm  | Tên                                                         | Vai trò    | Đạo diễn       | Ghi chú                            | Ref. |
| ---- | ----------------------------------------------------------- | ---------- | -------------- | ---------------------------------- | ---- |
| 2016 | Raison D'etre: Documentary of AKB48                         | Chính cô   | Shin Ishihara  | Phim tài liệu của nhóm AKB48       |      |
| 2016 | Documentary of HKT48: The Night Theatre Manager Ozaki Cried | Chính cô   | Rino Sashihara | Phim tài liệu của nhóm HKT48       |      |
| 2019 | Diner                                                       | Nữ bồi bàn | Mika Ninagawa  | Cameo                              |      |
| 2020 | Eyes On Me: The Movie                                       | Chính cô   | N/A            | Phim tài liệu của nhóm Iz*One      |      |
| 2022 | LE SSERAFIM Documentary: The World Is My Oyster             | Chính cô   | N/A            | Phim tài liệu của nhóm Le Sserafim |      |

### TV Show
| Năm       | Tên                                          | Vai trò                         | Kênh                         | Chú thích                     | Nguồn         |
| --------- | -------------------------------------------- | ------------------------------- | ---------------------------- | ----------------------------- | ------------- |
| 2012      | Ano Hito no Ano Hi                           | Imagawa Nazuna                  | NHK General TV               | Television film               | [ 15 ]        |
| 2013      | Himitsu                                      | Mari                            | FBS                          | Phim truyền hình              | [ 16 ]        |
| 2015      | Majisuka Gakuen 4                            | Miyawaki Sakura                 | NTV                          | Vai chính                     |               |
| 2015      | Majisuka Gakuen 5                            | Miyawaki Sakura                 | NTV, Hulu                    | Vai chính                     |               |
| 2015      | AKB Horror Night: Adrenaline's Night         | Juri                            | TV Asahi                     | Tập 5: "Doppelgänger"         |               |
| 2015      | Majisuka Gakuen 0                            | Miyawaki Sakura                 | NTV, Hulu                    | Phim truyền hình; vai chính   |               |
| 2016      | Crow's Blood                                 | Togawa Maki                     | Hulu                         | Vai chính                     | [ 17 ]        |
| 2016      | AKB Love Night: Love Factory                 | Nao                             | TV Asahi                     | Tập 29: "Guruguru Curtain"    |               |
| 2016      | Doctor-Y: Surgeon Hideki Kaji                | Mifune Haruka                   | au VideoPass, TV Asahi douga | Webdrama                      | [ 18 ]        |
| 2016      | The Hero Yoshihiko and the Seven Chosen Ones | Thành viên của School           | TV Tokyo                     | Tập 9                         | [ 19 ]        |
| 2016–2017 | Cabasuka Gakuen                              | Miyawaki Sakura/Same            | NTV                          | Vai chính                     |               |
| 2017      | Tofu Pro-Wrestling                           | Sakura Miyawaki/Cherry Miyawaki | TV Asahi                     | Vai chính                     |               |
| 2018      | Shanghai Love Map                            | Chính mình                      | iQiyi                        | Webdrama Trung Quốc; Tập 5    | [ 20 ] [ 21 ] |
| 2018      | Produce 48                                   | Thí sinh - Thành viên HKT48     | MNet                         | Truyền hình sống còn Hàn Quốc |               |
| 2018      | IZ*ONE Chu                                   | Chính mình / Thành viên IZ*ONE  | MNet                         | Truyền hình thực tế Hàn Quốc  |               |

## Danh sách sách

### Solo photobooks
| # | Năm                                         | Ngày phát hành   | BXH          | BXH             | Nhà phát hành |
| # | Năm                                         | Ngày phát hành   | JP Oricon PB | JP Oricon Books | Nhà phát hành |
| - | ------------------------------------------- | ---------------- | ------------ | --------------- | ------------- |
| 1 | Sakura (宮脇咲良ファースト写真集「さくら」) | tháng 7 năm 2015 | 1            | 3               | Shueisha      |